# Raillietiidae
Raillietia es ujn género de ácaros emplazado en su propia familia, Railletiidae, perteneciendo al orden Mesostigmata. Contiene siete especies:
- Raillietia acevedoi Quintero-Martínez, Bassols-Batalla & DaMassa, 1992
- Raillietia auris (Leidy, 1872)
- Raillietia australis Domrow, 1961
- Raillietia caprae Quintero, Bassols & Acevedo, 1980
- Raillietia flechtmanni Faccini, Leite & da-Costa, 1992
- Raillietia manfredi Domrow, 1980
- Raillietia whartoni Potter & Johnston, 1978